# جنگ تویوتا
جنگ تویوتا عنوانی است که به مراحل پایانی منازعه چاد و لیبی در سال ۱۹۸۷ در شمال چاد و مرز لیبی و چاد، داده شده‌است. این نام برگرفته از وانت‌های تویوتایی است که نیروهای چادی از آنها به عنوان وانت مسلح برای نبرد با لیبیایی‌ها بهره می‌بردند.
جنگ چاد و لیبی در سال ۱۹۸۳ با اشغال شمال چاد توسط لیبی آغاز شد. معمر قذافی رهبر لیبی؛ حکومت حسین حبری در چاد را به رسمیت نشناخته و نیروهای خود را به پشتیبانی از اپوزیسیون دولت چاد وارد این کشور کرده بود. برنامه قذافی برای سرنگونی دولت چاد باعث شد تا فرانسوی‌ها در عملیات مانتا و سپس در عملیات قرقی جلوی پیشروی بیشتر نیروهای لیبی را بگیرند.
در سال ۱۹۸۶ اپوزیسیون لیبی نیز علیه قذافی طغیان کرده و این باعث شد تا مشروعیت حضور نظامی لیبی در چاد به‌کلی زیر سؤال برود. حکومت حسین حبری نیز از این فرصت سود جسته و در ماه دسامبر به نیروهای خود دستور داد تا از خط آتش‌بس گذر کرده و علیه ارتش لیبی وارد عمل شوند. در طول سه ماه نیروهای چادی با استفاده از ترکیبی از تاکتیک‌های جنگ‌های چریکی و جنگ متعارف موفق به بازپس‌گیری تمامی شمال چاد شده و در ماه‌های بعدی شکست‌های سنگینی را بر ارتش لیبی وارد کردند تا اینکه در ۱۱ سپتامبر ۱۹۸۷ با امضای پیمان آتش‌بس این نبرد به پایان رسید.
نتیجه جنگ تویوتا یک شکست سنگین برای لیبی بود. براساس یکی از برآوردها لیبی حدود یک‌دهم ارتش خود را از دست داد، ۷۵۰۰ نفر از سربازان لیبیایی کشته شدند و حدود یک و نیم میلیارد دلار از تجیهزات جنگی لیبی نابود شده یا به غنیمت چادی‌ها درآمد اما تلفات چادی‌ها در این جنگ حدود هزار نفر بود.

## نیروی دو طرف
در آغاز سال ۱۹۸۷ قشون اعزامی لیبی در چاد نیرویی عظیم را تشکیل می‌داد که از ۸ هزار سرباز، ۳۰۰ تانک، تعداد زیادی توپخانه راکتی و متعارف، هلیکوپترهای میل-۲۴ و ۶۰ هواپیمای جنگی تشکیل می‌شد. این نیروی نظامی هرچند در ظاهر نیرومند به نظر می‌رسید اما با نقاط ضعف جدی روبرو بود. لیبیایی‌ها برای جنگی آماده شده بودند که در آن متحدان چادی آنها نقش پیاده‌نظام مهاجم را ایفا کرده و مأموریت‌های شناسایی را انجام دهند و لیبیایی‌ها پشتیبانی هوایی و زمینی را برای آنها تأمین کنند، اما در سال ۱۹۸۷ قذافی متحدان چادی خود را از دست داده بود و نیروهای لیبی شناخت کافی از وضعیت جغرافیایی منطقه نداشتند. پادگان‌های لیبی نیز به شکل جدا از هم در نقاط مختلف صحرای چاد مستقر شده و آسیب‌پذیر می‌نمودند. همچنین نیروهای لیبی که بایستی در یک کشور خارجی می‌جنگیدند از انگیزه پایینی برخوردار بودند و ارتش لیبی نیز دچار نوعی به‌هم‌ریختگی ساختاری بود که بخشی از آن به دلیل هراس قذافی از کودتای نظامیان ایجاد شده بود.
در آن سو، ارتش ملی چاد از حدود ۱۰ هزار سرباز بسیار باانگیزه تشکیل می‌شد که فرماندهانی توانا و باتجربه آن‌ها را رهبری می‌کردند. البته ارتش چاد نیروی هوایی نداشت و از قدرت تحرک محدود و میزان مختصری سلاح‌های ضدتانک و ضدهوایی برخوردار بود اما می‌توانست روی نیروی هوایی فرانسه برای زمین‌گیر کردن هواپیماهای لیبی حساب باز کند. مهم‌تر از همه، فرانسوی‌ها ۴۰۰ وانت تویوتا مسلح به موشک‌های ضدتانک میلان را در اختیار آنها قرار داده بودند. این وانت‌ها بسیار مؤثر واقع شدند به طوری‌که این جنگ به نام آنها معروف شد.